# Christian Staib
Christian Fredrik Maximillian „Fritz“ Staib (* 10. Februar 1892 in Oslo; † 16. Mai 1956 in Las Palmas de Gran Canaria, Spanien) war ein norwegischer Segler.

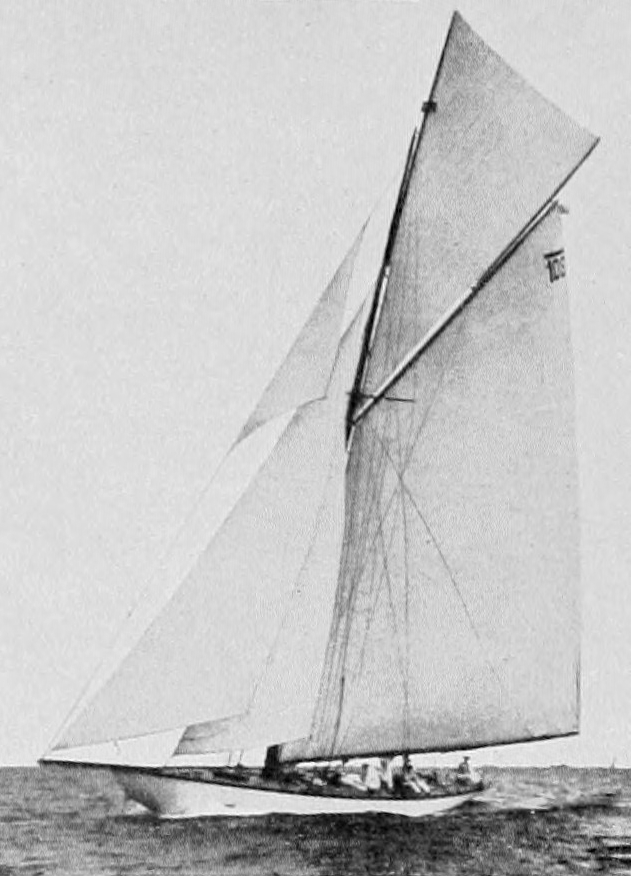
Magda IX, 12-Meter-Klasse, Goldmedaille 1912

## Erfolge
Christian Staib, der für den Kongelig Norsk Seilforening segelte, wurde 1912 in Stockholm bei den Olympischen Spielen in der 12-Meter-Klasse (= 12mR) Olympiasieger. Er war Crewmitglied der Magda IX, die in beiden Wettfahrten der Regatta den ersten Platz belegte und damit den Wettbewerb vor den einzigen beiden Konkurrenten gewann, dem schwedischen Boot Erna Signe von Skipper Nils Persson und dem finnischen Boot Heatherbell von Skipper Ernst Krogius. Zur Crew der Magda IX gehörten außerdem Alfred Larsen, der auch Eigner der Magda IX war, sowie Nils Bertelsen, Eilert Falch-Lund, Halfdan Hansen, Petter Larsen, Magnus Konow, Arnfinn Heje und Carl Thaulow. Skipper und Konstrukteur der Yacht war Johan Anker.